# Quercitello
Quercitello (korziško U Quercitellu) je naselje in občina v francoskem departmaju Haute-Corse regije - otoka Korzika. Leta 1999 je naselje imelo 40 prebivalcev.

## Geografija
Kraj leži v severovzhodnem delu otoka Korzike znotraj naravnega regijskega parka Korzike, 51 km južno od Bastie.

## Uprava
Občina Quercitello, skupaj s sosednjimi občinami Casabianca, Casalta, Croce, Ficaja, Giocatojo, Pero-Casevecchie, Piano, Poggio-Marinaccio, Poggio-Mezzana, Polveroso, La Porta, Pruno, San-Damiano, San-Gavino-d'Ampugnani, Scata, Silvareccio, Taglio-Isolaccio, Talasani in Velone-Orneto, sestavlja kanton Fiumalto-d'Ampugnani s sedežem v La Porti. Kanton je sestavni del okrožja Corte.
1. ↑  »Populations légales 2016«. Nacionalni inštitut za statistične in gospodarske raziskave. Pridobljeno 25. aprila 2019.